# Râul Arșița Mare
Râul Arșița Mare este un curs de apă, afluent al Râului Secu. 

## Hărți
- Harta Parcului Vânători-Neamț